# Chasminodes atrata
Chasminodes atrata là một loài bướm đêm trong họ Noctuidae.